# Q...
『Q...』 は、1960年代から1980年代にかけて放送された、超現実的 (Surreal) ・コメディ・スケッチのテレビ番組である。執筆はスパイク・ミリガンとニール・シャンドが担当し、ミリガンが主演、ジュリア・ブレック、ジョン・ブルーサル、ボブ・トッド、ジョン・ウェルズなどが助演した。番組は1969年から1982年までBBC Twoで放送された。全6シリーズが制作され、最初の5シリーズには "Q5" から "Q9"、最終シリーズには "There's a Lot of It About" とのタイトルが付けられた。第1シリーズ・第3シリーズは7話、その他のシリーズは6話から構成されており、放送時間はいずれも30分だった。
番組のタイトルについては、様々な理由が考えられている。1つはキュナード・ラインが保有するクルーズ客船、クイーン・エリザベス2の建設に影響を受けたとするものである。この船は1967年9月に進水し、以前は "Q4" と呼ばれていた（一方シリーズは "Q5" からスタートしている）。また他にも、当時BBCが使っていた技術的品質6段階尺度（英: 6-point technical quality scale）にミリガンが触発されたという説もある。当時の技術では、"Q5" だと映像や音声に深刻な劣化・乱れが見られ、"Q6" では音声・映像共に完全に失われてしまう。このスケールは技術部の尽力で後に "Q9" までの9段階に拡張された。また最終シリーズのタイトルについては、ミリガンの伝記によると、BBC側が一般には "Q10" が分かりにくすぎると感じ、それから "There's a Lot of It About" に変更されたと書かれている。

## コメディ界の先駆けとして
『ザ・グーン・ショー』など、ミリガンの活動初期に作られた作品では「行き当たりばったり」といった展開が多い一方で、この『Q...』シリーズは、多くの人に英国コメディの画期的な転換点と考えられている。特に、1969年3月24日に初回が放送された "Q5" では、その超現実的傾向やほとんど意識の流れに沿った構成が、数ヶ月後に初回が放送された『空飛ぶモンティ・パイソン』の先駆けと見なされた。モンティ・パイソン自身でも、"Q5" を見てから、意図していた構成が既に用いられていることに気付き、自分たちのシリーズの特徴として視聴者を引きつける新たな策を慌てて探したと述懐している。モンティ・パイソンの1人、マイケル・ペイリンは、「テリー・ジョーンズと自分は Q... が大好きでね･･････[ミリガン]はテレビの前の熱狂的なファンを巧みに操った初めての作家だね」と回想している。
ポーリーン・スクーダモアが書いたミリガンの伝記には、同じくパイソンズの一員、ジョン・クリーズへのインタビューが掲載されている。
パイソンズが2004年に出版した自伝でも、クリーズはテリー・ジョーンズとの会話を記録している。
マイケル・ペイリンは、同じくパイソンズの自伝中で、このシリーズの監督だったイアン・マクノートンに会った際の思い出を記している。
またペイリンは、自身とジョーンズが "Q..." シリーズに大変感銘を受け、Q5 シリーズを監督していたマクノートンに自分たちの番組を監督してほしいとはっきり実感したと述べている。マクノートンは Q5 シリーズの監督を担当した後、『空飛ぶモンティ・パイソン』全45話のうち41話で監督を行った。

## 発展
『空飛ぶモンティ・パイソン』が1969年から1974年にかけて4シリーズを放送したのに対し、BBCに対するミリガンの激しい態度のせいで、彼は第2シリーズである "Q6" を委託されるのに1975年まで待たなければならなかった。シリーズはこの後も散発的に制作された。"Q7" は1977年、"Q8" は直後の1978年に制作された。"Q8" のオープニング・クレジットでは、「クウェート」（英: 'Kuwait）との単語が 'Q8' とのタイトルに変わっていくが、これはクウェート石油公社による商標登録の2年前に放送された。"Q9" は1980年、そして最終シリーズ "There's a Lot of It About" は1982年に放送された。ミリガンは、BBCが『空飛ぶモンティ・パイソン』などのシリーズに比べて『Q...』シリーズを冷淡に扱ったことに憤慨し、常に「機会を与えてくれればもっと制作してやる」と息巻いていたという。番組はミリガンと共筆者のニール・シャンドによって執筆された。後年に放送されたいくつかのエピソードでは「その他の貢献」（英: "additional contribution"）があったとして、デイヴィッド・レンウィック（英: David Renwick）、アンドリュー・マーシャル（英: Andrew Marshall）、ジョン・アントロバスのいずれかないし全員がクレジットされている。
ミリガンの自由な超現実的ウィットは、『Q...』シリーズによって脚光を浴びた。スケッチは展開が速く込み合ったものになり、次から次へと流れていく構成となった。また1つの題材や場所から突飛な飛躍をすることも、明らかなオチが無いこともしばしばだった。衣装ですら無鉄砲で矛盾したものであり、いくつかのエピソードではBBC衣装部のタグが付いたまま演技をしていることもある。またミリガンは大きな鼻と帽子が好みのようだった。
一方で、ユダヤ人やパキスタン人など、論争を呼びそうな人種ネタを多く書くミリガンの傾向は批判されており、1970年代の基準に照らしてみると、シリーズ全体としては明確なリスクがあった。
ほぼ全エピソードに、ジュリア・ブレックが演じ、着衣が乱れていて巨乳の『グラマーな引き立て役』（英: "glamour stooge"）が登場している。

## 現存するエピソード
『Q...』シリーズのエピソードは、全38話のうち34話が現存している。1970年代中盤を通してBBCは、ビデオテープの再利用を理由に、以前放送した番組のマスター・コピーを「ワイピング」 (wiping) して破棄したり、保管コストを抑えるためマスター・ビデオテープを処分したりしていた。この方針のせいで、"Q5" 全7話のうち4話は失われ、また2話も白黒のフィルム撮りでしか残っていない。それ以降のシリーズは全編が現存している。シリーズ全話は1980年代にオーストラリアの放送局でも放送されたが、これはミリガンが当時オーストラリアに住み、演劇活動も行っていたためと考えられる。
"Q5" は3話分しか現存しておらず、エピソード2・3はどちらも16mmフィルムによる白黒のフィルム撮りである（エピソード3には、コピーを行う際に「エピソード5」と誤ったラベリングがなされている）。"Q5" では1話のみが元のカラー映像で残っているが、エピソード番号は判明していない。このカラー映像から短いクリップを抜粋したものがドキュメンタリー番組 "Heroes of Comedy: Spike Milligan" で使われたほか、2014年12月に放送されたBBC Fourの番組 "Assorted Q" でも用いられた。

## ゲスト
エピソードの大半で比較的「単純な」間奏曲が演奏されるが、これはミリガン本人によって演奏されることも、エド・ウェルチ（英: Ed Welch）やアラン・クレアによりピアノで演奏されることもあった。番組にはジャズ・グループや、ラグタイム・バンド、シンガー・ソングライターなども出演した。マイク・サムズ・シンガーズ（英: The Mike Sammes Singers）は、あるエピソードで、演奏の終わりに自分たちの顔でカスタード・パイを受け止めるというパフォーマンスまで行った。これらの音楽演奏のクリップは、BBC Fourのシリーズ "Jazz Britannia" (en) でも放送された。

## レギュラー・キャスト
- ジュリア・ブレック（英語版） - Julia Breck
- ジョン・ブルーサル（英語版） - John Bluthal
- アラン・クレア（英語版） - Alan Clare
- ジャネット・チャールズ（英語版） - Jeannette Charles
- ロバート・ドーニング（英語版） - Robert Dorning
- リンジー・ドルー（英語版） - Linzi Drew
- ピーター・ジョーンズ（英語版） - Peter Jones
- デイヴィッド・ロッジ（英語版） - David Lodge
- クリス・ランガム（英語版） - Chris Langham
- スパイク・ミリガン - Spike Milligan
- デイヴィッド・ラッパポート（英語版） - David Rappaport
- キース・スミス - Keith Smith
- ステラ・タナー（英語版） - Stella Tanner
- ボブ・トッド（英語版） - Bob Todd
- リタ・ウェブ（英語版） - Rita Webb
- ジョン・ウェルズ（英語版） - John Wells

## スタッフ
- イアン・マクノートン - "Q5" シリーズの監督を務めた後、"Q9" まで4シリーズを監督した[9]。